# Капитан дядо Никола
 Тази статия е за българския революционер.  За предприятието вижте Капитан дядо Никола (завод).  
Никола Филиповски, известен като Капитан дядо Никола, е български революционер.

## Биография
Роден през 1800 г. в Силистра. Като младеж се установява във Влашко и се включва в политическия живот на българската емиграция.
През 1843 г. е сред водачите на Третия бунт в Браила, подготвен от българските емигранти. През октомври 1843 г. е заловен от румънските власти и е осъден на 15 години затвор. Присъдата излежава в солниците Очнеле Мари край град Ръмнику Вълча. Амнистиран е от властта през 1848 година.
По време на Кримската война (1853 – 1856) се установява в Търново като шивач. Под това прикритие започва революционна агитация и подготовка на въстание.
Повежда въстанието на 28 юли 1856 година. Бунтът тръгва от Лясковския манастир с благословията на манастирските братя. Дядо Никола повежда четата си от 13 души към Габровския Балкан, преследван от потеря от 300 души. На 31 юли 1856 година (стар стил) четата на Капитан дядо Никола се установява в Соколския манастир с идеята да го превърне в център на въстанието, където и е осветено знамето ѝ.
Решителната битка се провежда около моста „Шипка“, днес „Шиваров мост“ в Габрово, където въстаниците са разбити. Останалите живи се насочват към Трявна, като на 2 август Капитан дядо Никола загива край село Дончовци.

## Памет
На капитан дядо Никола е наречена улица в квартал „Димитър Миленков“ в София (Карта)
Площадът в Трявна също носи неговото име.
В Габрово още стой табелата на завод „Капитан Двдо Никола“.